# Frœschwiller
Frœschwiller (deutsch Fröschweiler) ist eine französische Gemeinde mit 495 Einwohnern (Stand 1. Januar 2021) im Département Bas-Rhin in der Region Grand Est (bis 2015 Elsass). Frœschwiller ist Mitglied des Gemeindeverbandes Communauté de communes Sauer-Pechelbronn.

## Geografie
Frœschwiller liegt im Gebiet der in Frankreich so genannten Nordvogesen, 18 Kilometer nordwestlich von Haguenau.

## Geschichte
Am 22. Dezember 1793 unterlagen bei Froeschwiller im Ersten Koalitionskrieg Truppen des österreichischen Heeres am Oberrhein unter Dagobert Sigmund von Wurmser den französischen Revolutionstruppen unter General Hoche. Die Schlacht bei Wörth am 6. August 1870 zwischen den verbündeten deutschen Truppen und den Truppen des französischen Kaiserreiches unter Marschall MacMahon wird in Frankreich als Bataille de Froeschwiller bezeichnet. Über die Schrecken der Schlacht berichtete der Ortspfarrer Carl Klein (1838–1898) in seiner viel gelesenen Fröschweiler Chronik.

## Das Schloss
Die Grafen Eckbrecht von Dürckheim hatten das Dorf Fröschweiler seit dem 14. Jahrhundert als Lehen des Bischofs von Straßburg erhalten. Die an die Dorfkirche angebaute Burg bestand aus einem von zwei Türmen flankierten Hauptbau und Nebengebäuden. Auf der Rückseite befanden sich der Garten und der Park. 1850 wurde das Schloss nach Zerstörung wieder aufgebaut als Villa mit säulengestütztem Balkon. 1890 wurde das Gebäude vom Architekten Gabriel von Seidl erneut umgebaut und erweitert um einen Turm und ein zweites Wohngebäude. Die Nebengebäude stammen aus dem Jahr 1891.
Im Zweiten Weltkrieg wurde das Schloss von deutschen Soldaten besetzt und beim Abzug wurde die Inneneinrichtung verwüstet. Danach hatte das Gebäude mehrere Besitzer, die aber das Schloss nicht unterhalten oder restaurieren konnten. Es verfiel immer mehr. Anfang der 2000er Jahre kaufte eine Familie das Schloss, zog selbst ein und begann es denkmalgerecht zu restaurieren. 2009 wurde das Schloss als Monument historique (Historisches Monument) eingestuft. Dies bringt finanzielle Vorteile für den Besitzer mit sich. Die Familie öffnet ihren Besitz zum Tag des offenen Denkmals (Jounées du  Patrimoine) und  Anfang August zum Gedenken an die Schlacht bei Wörth.

## Bevölkerungsentwicklung
| Jahr      | 1962 | 1968 | 1975 | 1982 | 1990 | 1999 | 2007 | 2017 |
| --------- | ---- | ---- | ---- | ---- | ---- | ---- | ---- | ---- |
| Einwohner | 438  | 465  | 484  | 508  | 515  | 564  | 522  | 503  |

## Sehenswürdigkeiten
- Kriegerdenkmal als Mahnmal für den Dreißigjährigen Krieg
- Fachwerkhäuser
- katholische Kirche Saint-Michel
- evangelische Friedenskirche

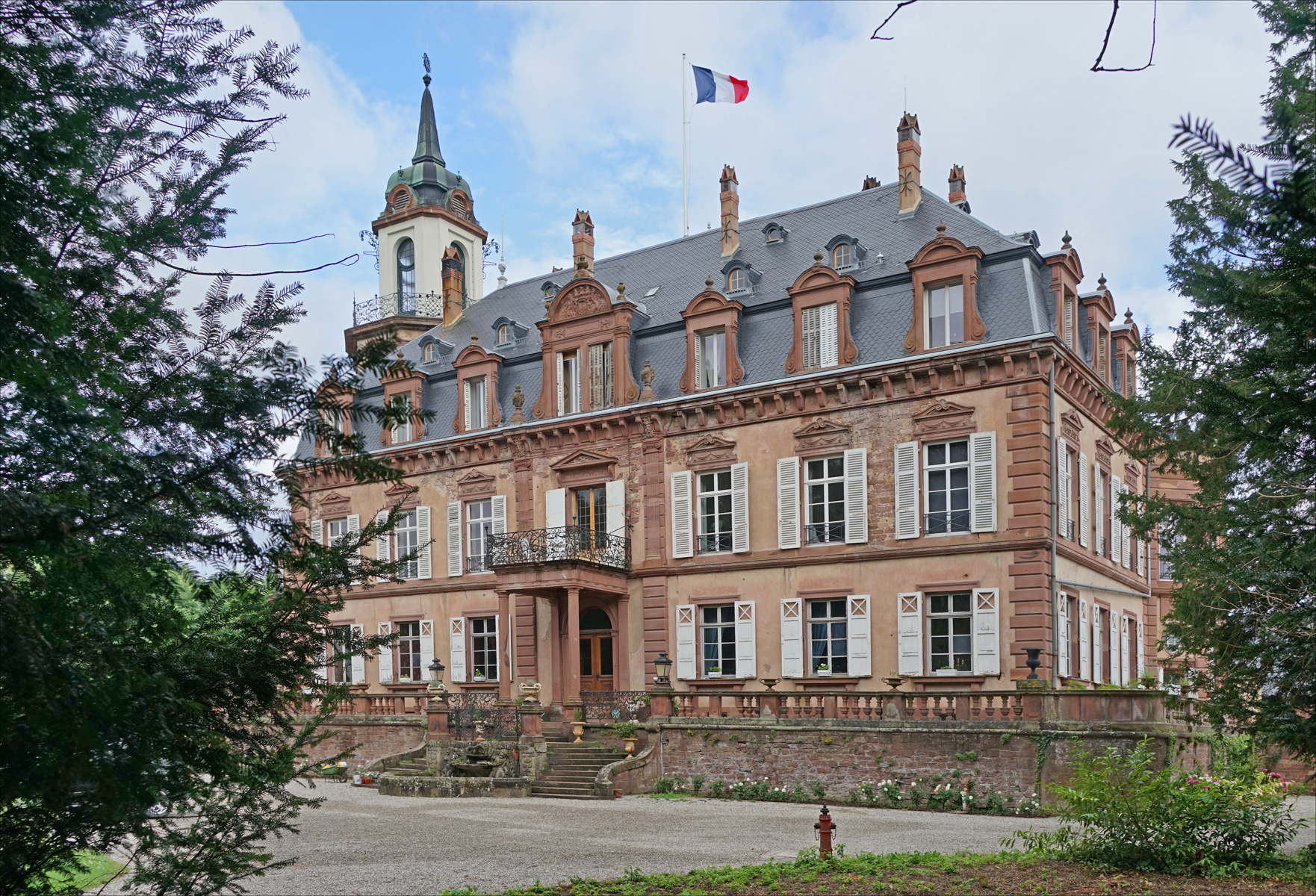
Schloss Frœschwiller
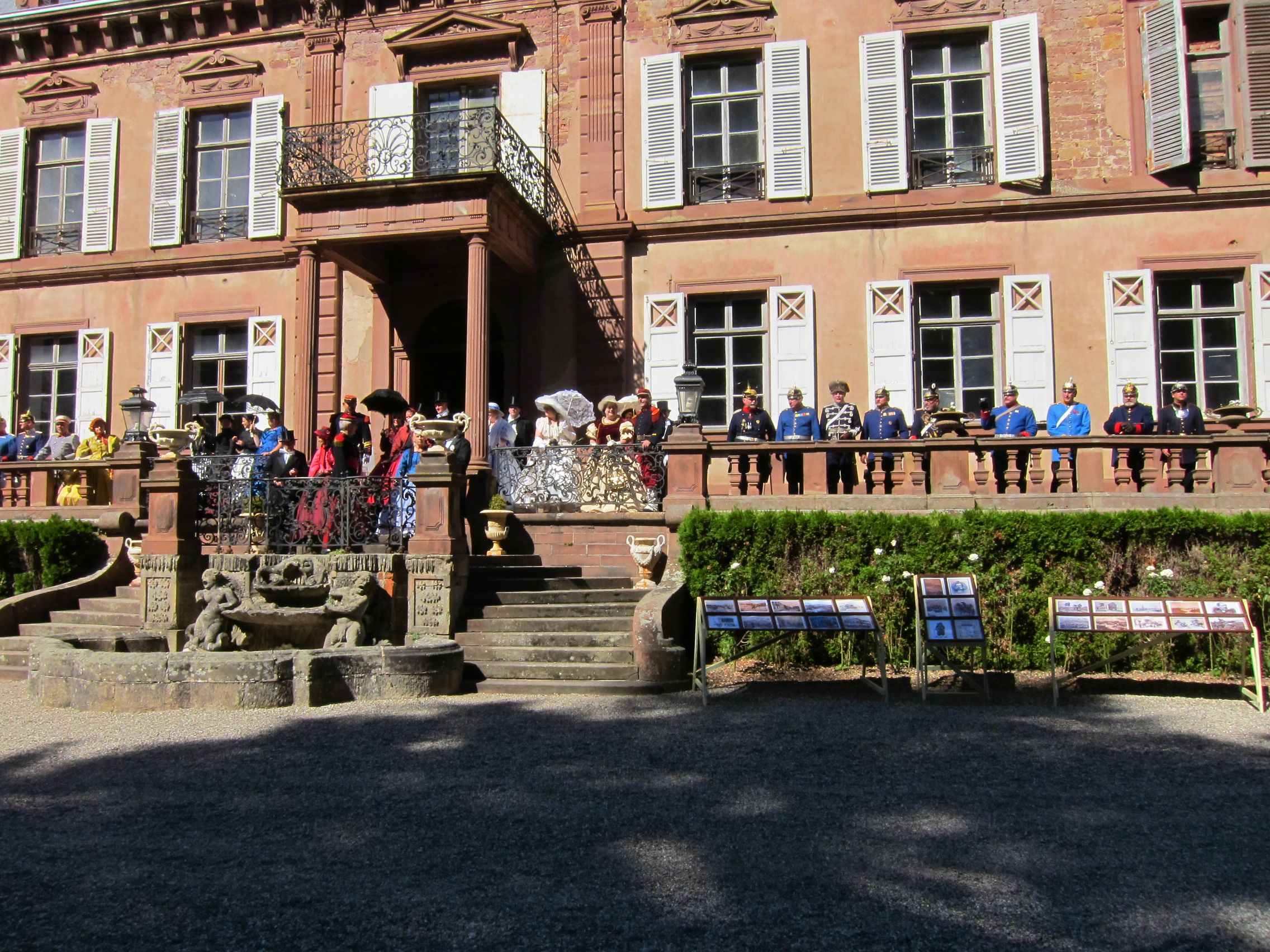
Schloss Froeschwiller – Feier zur Schlacht von Woerth
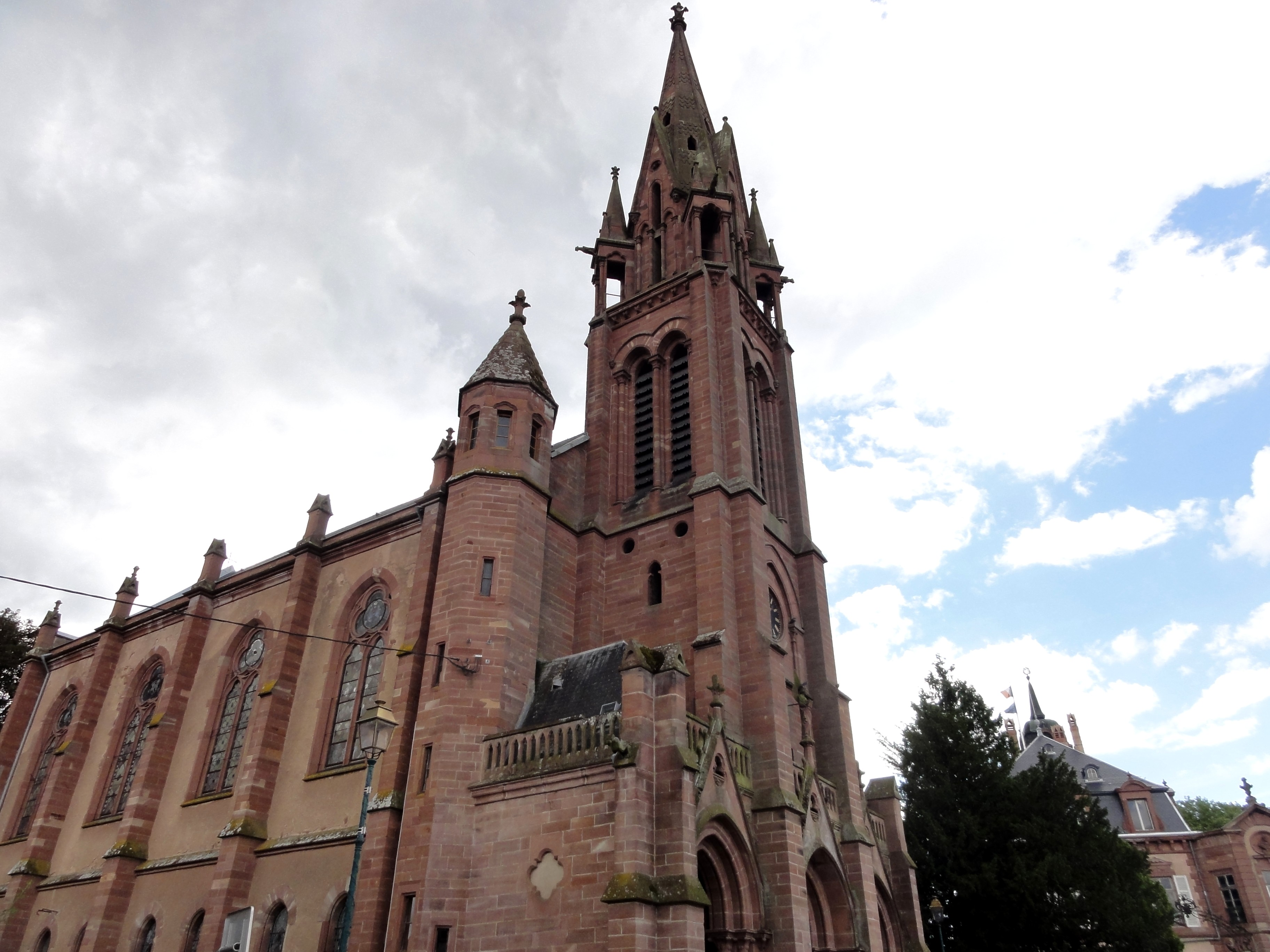
Evangelische Friedenskirche

- Schloss Frœschwiller
- Schloss Froeschwiller – Feier zur Schlacht von Woerth
- Evangelische Friedenskirche[3]

## Persönlichkeiten
- Ferdinand Eckbrecht von Dürckheim-Montmartin (1812–1891), französischer Jurist
- Tim Klein (1870–1944), deutscher Schriftsteller und Journalist, Sohn von Carl Klein